# Ruth Bader Ginsburg
Ruth Joan Bader Ginsburg, född 15 mars 1933 i New York, död 18 september 2020 i Washington, D.C., var en amerikansk jurist som var ledamot av USA:s högsta domstol från 1993 fram till sin död 2020. Hon nominerades av president Bill Clinton och ersatte den avgående domaren Byron White.
Ginsburg var den andra kvinnan som utsetts till domare i USA:s högsta domstol, efter Sandra Day O'Connor. 

## Biografi
Ruth Bader växte upp i stadsdelen Brooklyn som dotter till föräldrar som var ashkenaziska judar ursprungligen från nuvarande Polen och Ukraina. 1954 tog hon bachelorexamen vid Cornell University, följt av studier vid Harvard Law School och Columbia Law School där hon 1959 tog juristexamen (LL.B.).
Från 1961 forskade Ginsburg vid Columbia Law School Project on International Procedure och arbetade från 1962 i Lund tillsammans med Anders Bruzelius för att beskriva svensk civilrättslig processordning för en amerikansk publik. Detta resulterade i boken Civil Procedure in Sweden 1965. Hon lärde sig svenska språket under arbetets gång. Hon och Anders Bruzelius blev 1969 hedersdoktorer vid Lunds universitet för detta arbete. Bader Ginsburg var professor vid Rutgers Law School 1963–1972 och därefter vid sitt alma mater (Columbia Law School) fram till 1980.
Hon gjorde sig känd på 1970-talet som en ivrig förkämpe och profil för kvinnors rätt till abort och var medgrundare till Women’s Rights Project vid American Civil Liberties Union (ACLU).
USA:s president Jimmy Carter utsåg Bader Ginsburg 1980 till domare vid U.S. Court of Appeals for the District of Columbia Circuit. Nästa president från det Demokratiska partiet, Bill Clinton, meddelade 14 juni 1993 i Vita husets rosenträdgård att han nominerade henne till USA:s högsta domstol, för att efterträda Byron White som valde att gå i pension. Nomineringen godkändes sedermera av USA:s senat med 96 ja-röster och 3 nej-röster.
Under tiden som domare i högsta domstolen drabbades hon av cancer flera gånger: först koloncancer 1999, pankreascancer 2009, lungcancer 2018, samt återfall i pankreascancer 2019 där metastaser från den sistnämnda uppgavs som dödsorsak.
Ginsburgs död under 2020 öppnade en ledig plats i Högsta domstolen cirka sex veckor före presidentvalet och inledde kontroverser om nomineringen och bekräftelsen av hennes efterträdare. Dagar före hennes död dikterade Ginsburg ett uttalande till sitt barnbarn Clara Spera, som hördes av Ginsburgs läkare och andra i rummet vid den tiden: "Min innersta önskan är att jag inte kommer att ersättas förrän en ny president är installerad." President Donald Trumps val av ersättare, Amy Coney Barrett, godkändes av senaten den 27 oktober.

## Utmärkelser
- 1969 – Hedersdoktor vid Juridiska fakulteten vid Lunds universitet.[33]
- 2019 – Hedersjubeldoktor vid Juridiska fakulteten vid Lunds universitet.[34]

## Populärkultur
År 2014 gjorde Kjell Åke Modéer en längre intervju med Ruth Ginsburg i USA, vilken publicerades i boken A Conversation with Justice Ruth Bader Ginsburg.
År 2018 hade dokumentärfilmen RBG premiär. Filmen skildrar Ginsburgs karriär men även hennes privatliv. Samma år släpptes spelfilmen En kvinna bland män där rollen som Ginsburg spelas av Felicity Jones. Filmens manus skrevs av Daniel Stiepleman, systerson till Ginsburgs make Martin D. Ginsburg.